# بارون‌اورت
بارون‌اُورت (به زبان مغولی: Баруун-Урт، [Baruun-Urt]؛ ᠪᠠᠷᠠᠭᠤᠨ ᠤᠷᠲᠤ، [baraɣun urtu]) شهر، شهرستان، و مرکز اداری استان سوخ‌باتور در کشور مغولستان است که در سال ۲۰۲۲ میلادی، جمعیتی معادل ۲۳٬۹۴۲ نفر دارد.
شهر بارون‌اورت در سال ۱۹۹۷ میلادی دارای ۱۱٬۶۰۰ نفر جمعیت بوده که در سال ۲۰۰۸ با رشدی معادل +۰٫۴% (۱٬۳۹۴ نفر)، تعداد سکنه‌های آن به ۱۲٬۹۹۴ نفر، و در سال ۲۰۲۲ میلادی به ۲۳٬۹۴۲ نفر رسیده است.

## تقسیمات اداری
شهرستان بارون‌اُورت متشکل از ۹ قصبه (باغ) می‌باشد، که این‌ها نام‌گذاری نشده‌اند. این قصبه‌ها موسوم به «قصبهٔ ۱ام» الی «قصبهٔ ۹ام» می‌باشند.  این ۹ قصبه، منطقهٔ شهریِ شهر بارون‌اورت را تشکیل می‌دهند.